# Ischnochiton thomasi
Ischnochiton thomasi är en blötdjursart som beskrevs av Bednall 1897. Ischnochiton thomasi ingår i släktet Ischnochiton och familjen Ischnochitonidae. Inga underarter finns listade i Catalogue of Life.